# Вали Котиџ (Њујорк)
Вали Котиџ (енгл. Valley Cottage) насељено је место без административног статуса у америчкој савезној држави Њујорк.

## Демографија
По попису из 2010. године број становника је 9.107, што је 162 (-1,7%) становника мање него 2000. године.
| Група             | 2000.         | 2010.         |
| Белци             | 7.237 (78,1%) | 6.466 (71,0%) |
| Афроамериканци    | 333 (3,6%)    | 520 (5,7%)    |
| Азијати           | 909 (9,8%)    | 971 (10,7%)   |
| Хиспаноамериканци | 622 (6,7%)    | 994 (10,9%)   |
| Укупно            | 9.269         | 9.107         |